# Львівське обласне суспільно-культурне товариство «Любачівщина»
Львівське обласне суспільно-культурне товариство «Любачівщина» створене 23 лютого 1993. На 2003 нараховувало понад 1000 членів., на 2013 — понад 1300. Входить до Об'єднання товариств депортованих українців «Закерзоння».

## Напрямки діяльності
Основні напрямки діяльності:
- поїздки на рідні терени з метою впорядкування цвинтарів, відзначення історичних дат і участі в панахидах на могилах воїнів УПА, контакти з родичами на цих теренах тощо;
- видання друкованих органів, (часописи «Вісник Любачівщини», «Інформаційний бюлетень»);
- художня самодіяльність — при товаристві з перших років його заснування створено хор «Любачівщина»

## Видавнича діяльність
Станом на початок 2013 світ побачило двадцять випусків журналу «Вісник Любачівщини», сім випусків журналу «Наш край Любачівщина» (видає Юрій Судин). Організація допомогла своїм членам у виданні книжок:
- «Тут було наше село» — про Люблинці (надруковане в Дрогобичі за сприяння членів товариства «Любачівщина» — люблинчан Р. Зінкевича й І. Левковича),
- «Партизанськими дорогами з командиром Залізняком» (редактор Р. Зінкевич),
- «Наші краяни в Олешичах» (автор Нестор Козій),
- збірка поезій «Політ на зраненім крилі» (упорядник і редактор Юрій Судин),
- збірка поезій горайчанина Грицька Блакити «Іду до вас» (упорядник і редактор Юрій Судин),
- «Закерзоння 1937–1947. Хроніка подій» (автор Юрій Судин),
- книжка оповідань і спогадів «Геройство і зрада» (автор Юрій Судин),
- «Начерк до історії села Горайця на Любачівщині» (автор Юрій Судин),
- книжка спогадів Михайла Шиманського «Люблинець і околиці» (редактор-упорядник ЮРІЙ Судин).
- дві книжки В. Пержила — «З піснею від Лемківщини до Слобожанщини» і «Забута гілка українського роду».
- Нестор Козій, Юрій Судин, Чеслав Герон. Поселення Любачівщини і суміжні поселення Томашівщини. Короткий довідник. — Львів : Українська академія друкарства, 2014. — 71 с.

## Ініціатори створення та керівники
Ініціатори створення: Іван Кущак, Іван Левкович, Роман Зінкевич, Петро Вальницький та інші уродженці с. Новий Люблинець.
Головами товариства були: Іван Левкович (1992–1996), уродженець Нового Люблинця, Мирон Ференц (1996–1999), уродженець Башні-Долішньої, Михайло Герасимович (1999–2008), уродженець Ялини, Григорій Горох (2008–2013) з Нового Села.